# 樺崎八幡宮
樺崎八幡宮（かばさきはちまんぐう）は、栃木県足利市の神社。

## 歴史
1347年（貞和3年）に創建された。足利家第2代当主足利義兼は同年に亡くなり、樺崎寺に葬られた。子の義氏は源氏の氏神である八幡大菩薩を勧請し、樺崎寺の境内社として祀った。これが当社の起源である。
その後、足利氏の衰亡に伴い樺崎寺は寺運衰微した。江戸時代に足利氏の末裔である喜連川藩の藩主家の喜連川家により再建されたが、明治初年の神仏分離令によって樺崎寺は廃寺、当社のみが残された。

## 文化財
- 石造層塔（伝足利義兼供養塔）（足利市指定文化財 昭和59年11月19日指定）[2]
- 樺崎八幡宮本殿（足利市指定文化財 昭和61年9月24日指定）[3]

## 交通アクセス
- 路線バス北支所前停留所より徒歩31分。